# Louis Adolf Grossmann
Louis Adolf Grossmann (* 24. September 1855 in Brooklyn; † 9. Februar 1917 in Hamburg) war ein Meteorologe.

## Leben und Wirken
Grossmann war Sohn eines Fabrikanten und wuchs in den USA und später in Schlesien auf. Er studierte in Berlin und Breslau Mathematik, Physik und Astronomie und leistete die militärische Dienstpflicht 1877/78 ab. Anschließend promovierte er 1880 in Breslau mit einer Arbeit über die Kalkulation der Konstanten der inneren und äußeren Reibung von Gasen und Flüssigkeiten.
Nachdem Grossmann von April 1880 bis Juli 1886 als Assistent an der Forstakademie Eberswalde gearbeitet hatte, wechselte er an die Deutsche Seewarte in Hamburg. Hier arbeitete er zunächst als Hilfsarbeiter und Assistent und erhielt 1904 einen Professorentitel. 1907 wurde er zum Abteilungsvorstand für Wettertelegrafie, Küstenmeteorologie und Sturmwarnungswesen ernannt. Grossmann wollte insbesondere das Sturmflutwarnwesen verbessern, das zu dieser Zeit noch zahlreiche Fehlmeldungen herausgab. Er beschrieb das Verhältnis von Stürmen und Sturmwarnungen an den Küsten der deutschen Ost- und Nordsee mit systematisch-statistischen Methoden. Am 27. September 1913 war er zum Rat 4. Klasse ernannt worden.
Grossmann fand präzise mathematische Formeln für die meteorologische Grundlagenforschung und ging mit der Guilbert-Großmannschen Regel in die Fachliteratur ein. Die Regel beschreibt die wechselseitige Verlagerung von Hochdruckkeilen und Tiefausläufern. In der Öffentlichkeit war der Meteorologe aufgrund der täglich autographierten Wetterberichte der Seewarte bekannt.
Grossmann starb im Februar 1917 kurz nach Beendigung einer dienstlich veranlassten Reise nach Kurland an einer Lungenentzündung.

## Schriften
- Theorie der numerischen Berechnung der Constanten der inneren und äusseren Reibung von Gasen und Flüssigkeiten mittelst schwingender Scheiben. Nebst experimenteller Untersuchung der äusseren Reibung zwischen Wasser und Quicksilber. Breslauer Genossenschafts-Buchdruckerei, Breslau 1880 (Dissertation, Universität Breslau, 1880).
- Eine Studie über die absolute Feuchtigkeit der Luft (= Aus dem Archiv der Deutschen Seewarte und des Marineobservatoriums. Bd. 8,3). Hammerich & Lesser, Hamburg 1886.
- Häufigkeit, Menge und Dichtigkeit der Niederschläge an der Deutschen Küste. Nach 15jährigen Beobachtungen der Normal-Beobachtungs-Stationen der Deutschen Seewarte (= Aus dem Archiv der Deutschen Seewarte und des Marineobservatoriums. Bd. 16,3). Hammerich & Lesser, Hamburg 1893.
- Über die Anwendung der Bessel’schen Formel in der Meteorologie, insbesondere der Berechnung des Koeffizienten in den Hauptfällen der meteorologischen Praxis (= Aus dem Archiv der Deutschen Seewarte und des Marineobservatoriums. Bd. 17,5). Hammerich & Lesser, Hamburg 1894.
- Die Stürme und die Sturmwarnungen an der deutschen Küste in den Jahren von 1886 bis 1895 (= Aus dem Archiv der Deutschen Seewarte und des Marineobservatoriums. Bd. 21,4). Hammerich & Lesser, Hamburg 1898.
- Die Extrem-Temperaturen in Hamburg in den Jahren 1876–1900 (= Aus dem Archiv der Deutschen Seewarte und des Marineobservatoriums. Bd. 23,1). Hammerich & Lesser, Hamburg 1900.
- Die Aenderung der Temperatur von Tag zu Tag an der deutschen Küste in den Jahren 1890/99 (= Aus dem Archiv der Deutschen Seewarte und des Marineobservatoriums. Bd. 23,5). Hammerich & Lesser, Hamburg 1900.
- Die Drehung der Winde an der deutschen Küste im täglichen und jährlichen Gang (= Aus dem Archiv der Deutschen Seewarte und des Marineobservatoriums. Bd. 26,4). Hammerich & Lesser, Hamburg 1903.
- Die Stürme und die Sturmwarnungen an der deutschen Küste in den Jahren 1896 bis 1905 (= Aus dem Archiv der Deutschen Seewarte und des Marineobservatoriums. Bd. 32,2). Pierer, Hamburg 1909.